# Deveboynu
Deveboynu (kurmandschi: Geyduk oder Geduk) ist ein Dorf im Südosten der Türkei. Das Dorf liegt ca. 20 km östlich von Batman im Bezirk Beşiri in der Provinz Batman. Der Ort befindet sich in Südostanatolien und hatte einen jesidischen Bevölkerungsanteil.

## Geschichte und Bevölkerung
Der ursprüngliche Name des Dorfes lautet Geyduk oder Geduk. Durch die Türkisierung geographischer Namen in der Türkei wurden die Dörfer umbenannt.
Im Jahr 2000 lebten 103 Menschen in Deveboynu. Für das Jahr 2019 wurden 143 Einwohner gezählt.